# Atelopus dimorphus
El arlequín de la cordillera Azul (Atelopus dimorphus) es una especie de anfibio anuro de la familia Bufonidae. Esta rana arlequín es endémica de la vertiente occidental de la cordillera Azul en el departamento de Huánuco, Perú. Habita en bosques montanos entre los 1650 y los 1800 metros de altitud.
Las hembras son de mayor tamaño midiendo en torno a 31 mm y los machos entre 21 y 24 mm. El color de su dorso varía entre amarillenta y verde. Normalmente su coloración es uniforme, pero algunos individuos pueden presentar manchas negras. El vientre es crema uniforme. Las plantas y palmas de los pies y manos son rojas. Los machos tienen una mancha roja en la cloaca. Las hembras tienen una piel más lisa.
No se ha visto desde 1983. Se encuentra en peligro de extinción debido probablemente a la quitridiomicosis, como muchas otras especies de su género. Otra importante amenaza es la degradación de su hábitat causada por la invasión de bambú rastrero (Chusquea).